# 内藤しずか
内藤 しずか（ないとう しずか）は、愛知県出身の元バスケットボール選手である。

## 来歴
- 2007年 - デンソーアイリスに加入。
- 2010年 - 引退。

## 経歴
- 星城高校 - デンソー（2007年〜2010年）